# Kutuselkä
Kutuselkä är en kulle i Finland. Den ligger i Rovaniemi i landskapet Lappland, i den norra delen av landet, 800 km norr om huvudstaden Helsingfors. Toppen på Kutuselkä är 324 meter över havet.
Terrängen runt Kutuselkä är huvudsakligen platt. Runt Kutuselkä är det mycket glesbefolkat, med 2 invånare per kvadratkilometer.